# Gostovići
Gostovići är ett samhälle i Bosnien och Hercegovina.   Det ligger i entiteten Federationen Bosnien och Hercegovina, i den centrala delen av landet, 60 km norr om huvudstaden Sarajevo. Gostovići ligger 338 meter över havet och antalet invånare är 5 802.
Terrängen runt Gostovići är kuperad.Närmaste större samhälle är Zavidovići, 4,2 km norr om Gostovići. 
I omgivningarna runt Gostovići växer i huvudsak blandskog. Runt Gostovići är det ganska tätbefolkat, med 93 invånare per kvadratkilometer.